# Karina Havlů
Karina Havlů (17. prosince 1951 Praha – 2. června 2018 Praha) byla česká překladatelka a spisovatelka. Její otec byl textař a libretista, překladatel z angličtiny a právník Ivo T. Havlů. Část rodiny pocházela z Tábora.

## Život
Vystudovala Filosofickou fakultu Univerzity Karlovy a mimořádné studium filmové a televizní produkce na Famu. Řadu let žila v Římě. Vdaná za Igora Holuba.
Věnovala se překladatelské činnosti z anglického a italského jazyka. Jednalo se o literaturu pro dospělé, ale i děti. Dále také o překlady divadelních her amerických a italských dramatiků. Rovněž se zaměřila na životopisy slavných osobností, např. Sophii Lorenovou, Benita Musssoliniho, Toma Hankse. Spolupracovala s časopisy a deníky např. Naše rodina, Zahrádkář, Tina, Večerní Praha.
Jejím velkým koníčkem bylo kulinářství. Napsala mnoho kuchařských knih. Některé její knihy byly přeložené v zahraničí. Velkého úspěchu dosáhla s knihou "Vaříme v Remosce".
Proto se jí říká "Královna remosek". Tlumočila, byla profesorkou na Střední knihovnické škole v Praze, pracovala jako filmová historička ve Filmovém ústavu. Své překlady podepisovala Karina I. Havlů.

## Dílo

### Životopisy - překlad
- Ženy a krása ( Sophie Lorenová ) nakl. Lunarion,1994
- Můj dědeček Mussolini ( Benito Mussolini ) nakl. Clarton, 1994
- Cesta ke slávě ( Tom Hanks ) nakl. ETC, 1997
- Já, Claudia ( Claudia Cardinalová ) nakl. ETC , 1997

### Drama - překlad
- Novecento, Viola ( N. Simon, A. Baricco )
- Jako jedna rodina (M. Schisgall )
- Bez předsudků ( F. Bettanini )

### Vlastní tvorba
- Vaříme v remosce
- Karina vaří s deníkem
- Pánev Wok
- Domácí sušení
- Makrobiotická kuchařka
- Italská kuchyně
- Vegetariánská kuchařka
- Bílé maso na talíři
- Brokolice na 150 způsobů
- Bramborová kuchařka
- Pórek na 160 způsobů
- Vaříme v titanovém hrnci

### Knihy, které byly přeloženy
- Velká domácí kuchařka, 2002, Slovensko
- Těstovinová kuchařka, 2005, Slovensko
- Makrobiotická kuchařka, 2001, Litva
- Velká domácí kuchařka, 2005, Polsko
- Vaříme v remosce, 2004, Velká Británie